# James W.C. Pennington
Pour les articles homonymes, voir Pennington.
James William Charles Pennington, dont le nom de naissance est James Pembroke, est un abolitionniste américain, écrivain, enseignant et pasteur, né en 1809 dans le comté de Queen Anne et mort en 1870.

## Biographie
James Pembroke naît esclave dans une plantation située dans le comté de Queen Anne dans l'État du Maryland. En 1809, Pembroke, son frère aîné et leur mère sont donnés au fils de leur maître, qui vient de mourir. Pembroke apprend le métier de forgeron. En 1827, il s'échappe de la plantation. Il se réfugie dans le comté d'Adams en Pennsylvanie, chez un couple de quakers. Il y apprend à lire et à écrire. L'esclave en fuite adopte le nom James W.C. Pennington pour se soustraire aux recherches, s'installe dans le comté de Chester, puis à New York dans l'arrondissement de Brooklyn. Il continue de s'instruire en suivant des cours du soir. 
En 1829, il gagne sa vie comme cocher. Il est tourmenté par le sort des esclaves et des noirs libres et décide de consacrer sa vie à élever la condition de ces derniers. Durant les années 1830, Pennington enseigne dans des écoles ouvertes au noirs à Long Island, New Haven et Hartford, Connecticut. Dans les articles qu'il écrit pour le journal Colored American, il regrette que les parents, souvent illettrés, se satisfassent d'un niveau d'éducation minimal pour leurs enfants. Il rêve d'un système dans lequel les noirs les plus éduqués, tels Theodore S. Wright et Peter Williams, Jr. (en), s'investissent dans l'enseignement. Pennington s'implique dans le chemin de fer clandestin (Underground Railroad), le réseau de routes clandestines mis en place par les abolitionnistes, et dans des associations dont le but est de faire avancer la cause des noirs. Il participe à la première Convention nationale noire (National Negro Convention), qui se tient en 1831 à Philadelphie, en tant que délégué de Long Island. Il rejoint l'American Anti-Slavery Society, une société abolitionniste, lors de sa fondation en 1833. En 1835, bien qu'il ne puisse s'inscrire comme étudiant, Pennington assiste aux cours de la Yale Divinity School (en). Il apprend le grec, le latin et l'allemand.
James Pennington est ordonné pasteur et, à partir de 1840, occupe différents postes pastoraux dans des églises congrégationalistes (Congregational Church) de New York et de Hartford. Il préside une société missionnaire, l'Union Missionary Society (UMS), jusqu'à ce qu'elle soit absorbée en 1846 pour former l'American Missionary Association (AMA). En 1843, la section du Connecticut de l'American Anti-Slavery Society choisit Pennington pour la représenter lors de la seconde édition de la World Anti-Slavery Convention (en), qui se tient à Londres. Il retourne au Royaume-Uni en 1849 et y séjourne pendant deux ans. Il y donne des conférences, comme d'autres abolitionnistes américains, notamment Frederick Douglass et Henry Highland Garnet, pour sensibiliser l'opinion britannique à la condition des esclaves et l'encourager à faire pression sur les États-Unis. Son autobiographie, intitulée The Fugitive Blacksmith, est éditée à Londres. Le livre est écrit dans le style des récits d'esclave. En l'espace d'un an, il se vend à 6 000 exemplaires et aide à financer ses déplacements. En 1849, il reçoit un doctorat honoris causa en théologie de l'université de Heidelberg.

## Ouvrages
- (en) Text Book of the Origin and History of the Colored People, Hartford, L. Skinner, 1841, 96 p. (lire en ligne)
- (en) The Fugitive Blacksmith : or Events in the History of James W. C. Pennington, Pastor of a Presbyterain Church, New York, Formerly a Slave in the State of Maryland, United States, Londres, Charles Gilpin, 1849 (lire en ligne)